# МіГ-29
МіГ-29 (рос. МиГ-29; кодове ім'я НАТО: Fulcrum) — багатоцільовий радянський винищувач четвертого покоління. Був основним багатоцільовим винищувачем країн Варшавського договору та СРСР впродовж 80-х років XX ст. Нині перебуває на озброєнні багатьох країн світу, зокрема й України.

## Історія
Перші напрацювання за проєктом легкого фронтового винищувача нового покоління розпочаті у СРСР наприкінці 1960-х.
У 1969 оголосили конкурс на розробку такого літака. У ньому взяли участь конструкторські бюро Сухого та Яковлєва, також Мікояна і Гуревича. Переможцем визнали ДКБ «МіГ». Перший політ прототипу був здійснений 6 жовтня 1977, а серійне виробництво розпочалося в 1982 на базі московського заводу № 30 («Знамя Труда», Трудове знамено).
У серпні 1983 перші серійні МіГ-29 почали надходити до ВПС СРСР.
З початку 1985 перші два авіаполки на МіГ-29 досягли оперативної готовності.
У 1988 МіГ-29 вперше представили на міжнародному авіасалоні у Фарнборо. Цей тип винищувачів активно експортували в безліч країн. Було розроблено й випущено багато різних модифікацій, включно з палубними винищувачами МіГ-29К. Усього до 1991 виробили близько 800 МіГ-29.
У 1995—2002 команда з шести літаків МіГ-29 входила до пілотажної групи ПС України «Українські Соколи».
У 2009 осучаснено перший український МіГ-29 до МіГ-29МУ1.
У травні 2019 стало відомо, що на базі Львівського Державного авіаційно-ремонтного заводу, починаючи з 2020, заплановано розпочати роботи з модернізації літаків марки МіГ за участі іноземних партнерів. У серпні 2020 стало відомо, що таким партнером стане ізраїльська компанія Elbit Systems. За домовленостями, вона модернізуватиме українські МіГ-29 за 40 млн доларів за одиницю, поки йдеться про модернізацію партії з 11 винищувачів Повітряних Сил ЗСУ.

## Варіанти та модифікації
- МіГ-29 (9-12) — фронтовий винищувач, перша серійна модифікація МіГ-29.
  - МіГ-29 (9-12А) — експортна модифікація 9-12, поставлялася, у першу чергу в країни Варшавського договору. Модифікація відрізнялася спрощеним варіантом радіолокаційного комплексу РЛПК-29.
  - МіГ-29 (9-12Б) — експортна модифікація у варіанті «Б». Постачалася до країн, що розвиваються.
- МіГ-29 (9-13) — фронтовий винищувач. Відрізняється від модифікації 9-12 наявністю вбудованої станції РЕБ «Гарденія», можливістю нести два підвісних паливних баки та збільшеною масою бойового навантаження.
- МіГ-29С (9-13С) — подальший розвиток модифікації 9−13, у номенклатуру озброєння включена ракета Р-77 (РВВ-АЕ), у РЛС з'явився режим одночасної атаки двох повітряних цілей.
- МіГ-29СД (9-12СД) — експортний варіант для Королівських ПС Малайзії, де літак отримав назву MiG-29N. Літак оснащений системою дозаправки паливом у повітрі, а до номенклатури озброєння включено нові керовані ракети середньої дальності РВВ-АЕ. За контрактом від 7 червня 1994 Малайзія отримала 18 винищувачів МіГ-29, включаючи два навчально-бойових
- МіГ-29СМ (9-13СМ) — модернізація МіГ-29С. Додано можливість застосування високоточної керованої зброї класу «повітря — поверхня», що дозволило винищувач зробити багатоцільовим. Літаки можуть виготовлятися як з нуля, так і модернізуватися зі старих МіГ-29 (9-13) усієї серії.
- МіГ-29СМТ (9-17) — одномісний модернізований варіант винищувача МіГ-29СМ.
- МіГ-29К (9-31, 9-41) — палубний винищувач.
- МіГ-29КУБ (9-47) — палубний навчально-бойовий винищувач.
- МіГ-29КВП — експериментальний літак.
- МіГ-29УБ (9-51) — навчально-бойовий винищувач. Щоб розмістити другу кабіну для інструктора без суттєвої зміни конструкції фюзеляжу, довелося відмовитись від бортової РЛС.
  - МіГ-29УБТ (9-51Т) — модернізований навчально-бойовий винищувач із РЛС «Оса-2», розширеною номенклатурою керованого озброєння та збільшеним запасом палива. Від МіГ-29УБТ (9-52) відрізняється лише відсутністю обладнання для дозаправки паливом у повітрі. Був створений в одному дослідному екземплярі шляхом переробки із серійного МіГ-29УБ (9-51).
  - МіГ-29УБТ (9-52) — модернізований навчально-бойовий винищувач із РЛС «Оса-2», розширеною номенклатурою керованого озброєння та збільшеним запасом палива. А також обладнання для дозаправки паливом у польоті. Був створений в одному дослідному екземплярі шляхом переробки із серійного МіГ-29УБ (9-51).
  - МіГ-29УБТ (9-53) — модернізовані навчально-бойові винищувачі аналогічні винищувачам МіГ-29СМТ. МіГ-29УБМ (9-53А) призначені для постачання на експорт, а МіГ-29УБМ(Р) (9-53Р) призначені для постачання Міністерству оборони Російської Федерації.
- МіГ-29М (9-15) — багатоцільовий винищувач, у порівнянні з ранніми модифікаціями МіГ-29, у конструкцію і склад БРЕО внесені значні зміни, розширена номенклатура озброєння.
  - МіГ-29М2 — двомісний варіант МіГ-29М (9-15). Створено у 2001 році на базі винищувача МіГ-29М з бортовим номером 154 (4-й льотний екземпляр). Багатофункціональний винищувач покоління «4++» з підвищеною дальністю польоту, збільшеним бойовим навантаженням та розширеною номенклатурою бортового озброєння.
- МіГ-29ОВТ — винищувач зі змінним вектором тяги, створений на базі винищувача МіГ-29М.
- МіГ-35 — глибока модернізація МіГ-29М (МіГ-33).

### Україна
За час експлуатації в Україні на ДП «Львівський державний авіаційно-ремонтний завод» в співпраці з іншими підприємствами ОПК України були створені програми з модернізації винищувачів МіГ-29:
- МіГ-29МУ1 — На 20 % збільшена дальність виявлення повітряних цілей (до 100 км у передній півсфері і до 45 км — у задній). Його вдосконалені ракети Р-27ЕР1 і Р-27ЕТ1, що випускаються українською Державною компанією «Артем», мають дальність пуску до 95 км. У ближньому маневровому бою він зможе вражати цілі ракетами нового покоління «Грань».
- МіГ-29МУ2 — Подальший розвиток версії МіГ-29МУ1. Має можливість запуску ракетно-бомбового озброєння типу «повітря-поверхня» (зокрема, Х-29Т та КАБ-500КР), має модернізовану авіоніку[2].

Також були інтегровані шоломи LA 100 французького виробництва з кисневою маскою та підтримкою нашоломної системи цілевказання.

## Недоліки
Ще 2009 року Міністерство оборони Росії визнало, що приблизно 200 з майже 300 винищувачів МіГ-29, що знаходяться на озброєнні ВПС Росії — не можуть піднятися в повітря через корозію хвостового оперення. Пізніше комісія ВПС встановила, що корозія хвостового оперення вразила не менше 80 відсотків усіх МіГ-29.
Одним з основних недоліків винищувачів МіГ-29 є його доволі обмежена дальність польоту в порівнянні з аналогами (наприклад аналогічні йому Су-27 здатний летіти майже в 2 рази довше). Це не дозволяє літаку виконувати довготривалі місії без дозаправлення.

## Бойове застосування

### Війна в Перській затоці (1991)
Значну роль (можливо вирішальну) у бойовій історії МіГ-29 відіграли події 1980-х, пов'язані з Адольфом Толкачовим.  Інформація, передана ним, дозволила США впевнено придушувати системи радіолокації літака.
Рішення про закупівлю МіГ-29 було ухвалено Іраком у 1988 році, спочатку планувалося закупити до 130 машин, проте падіння цін на нафту та міжнародна ізоляція не дозволили здійснити цей план. 
На 1991 рік МіГ-29 були найсучаснішими винищувачами ПС Іраку. У боєздатному стані перебувало 33 бойові та 4 навчально-бойові винищувачі МіГ-29.  За даними Іраку, МіГи збили два літаки «Торнадо» і пошкодили B-52G (ракетою Р-27Р) та F-111F. Анти іракська коаліція цих втрат від вогню МіГ-29 не підтверджувала, проте американські джерела вказували, що іракськими винищувачами невідомого типу було збито 3 американські безпілотні літаки, можливо МіГ-29 взяли в цьому участь.
У першу ніч війни іракськими винищувачами було перехоплено групу американських F-15E. За свідченнями американських пілотів, під час цього перехоплення один із МіГ-29 випадково збив свого товариша (МіГ-23МЛ).
17 січня, згідно з американськими даними, F-15C (MSIP) № 85-0125, № 85-0107, № 85-0108 58-й еск. 33-го винищ.  крила ПС США ракетами AIM-7M збили 3 МІГ-29. 18 січня F-15C (MSIP) № 85-0122 і № 85-0014 того ж підрозділу ПС США збили 2 МіГ-29, ракетою AIM-7M та у ближньому бою відповідно.
Іраком було підтверджено 3 втрати МіГ-29 у повітряних боях із 5 заявлених. 17 січня збиті два МіГ-29, пілоти майор Тарік Саїд та капітан Мохаамед Саїд загинули.  У цей день ще один МіГ-29 отримав незначні пошкодження ракетою з  F-15, після чого пілот капітан Хелаль відвів винищувач на аеродром (американці помилково прийняли цей літак за збитий). У ніч з 18 на 19 січня МіГ-29, пілотований капітаном Джамілем Сайхудом атакував групу літаків «Торнадо», Сайхуд збив один ворожий літак, після чого був атакований групою F-15 (іракський літак був один), під час повітряного бою іракський літак був  збитий, пілот катапультувався.  У цей день американці заявляли ще один збитий «МіГ», іракці відзначали, що був один випадок близького прольоту ракети біля МіГ-29, але літак ніяк не постраждав.
Крім того, 4 літаки перелетіли до Ірану (де і залишилися після війни) і якесь число було втрачено на землі внаслідок авіаударів МНС.

### Конфлікт у Придністров'ї (1991—1992)
36 літаків МіГ-29 86-го гвардійського винищувального авіаполку 119-ї винищувальної авіаційної дивізії (з 1989 року у складі Чорноморського флоту) дісталися Молдови, після розпаду СРСР.  Спроба знищити міст через Дністер закінчилася провалом, внаслідок бомбардування загинули мирні жителі.  Один молдавський МіГ-29 за заявами придністровської сторони був збитий зенітною ракетою, молдавська влада заперечує інцидент, заявляючи лише про пошкодження літака.

### Ефіопо-еритрейська війна (1998—2000)
Після завершення першої фази збройного конфлікту в 1998 році Еритрея терміново почала переозброювати свої військово-повітряні сили, які на той час складалися в основному з легких навчально-бойових літаків.  У Білорусі було закуплено, зокрема, кілька МІГ-29 (9-13), вироблених у 80-х роках.  Однак МіГи зустріли над Африканським Рогом гідного противника: практично одночасно ПС Ефіопії закупили в Росії партію сучасніших Су-27СК, оснащених досконалішим озброєнням.  У ході двох раундів боїв, що відбулися у 1999 та 2000 роках, російські винищувачі четвертого покоління кілька разів зустрічалися один з одним у повітрі.  Перевага залишилася на боці сучасніших Су-27СК: вони збили по одному літаку противника 25 і 26 лютого 1999 року, а також 16 травня 2000 року.  Крім того, в бою 16 травня один МІГ був тяжко пошкоджений і, можливо, не підлягав ремонту.  Отже, під час конфлікту було втрачено 3 чи 4 МіГ-29.За інформацією австрійського дослідника Тома Купера, за час бойових дій винищувачам МіГ-29 вдалося збити три ефіопські МіГ-21, один МіГ-23БН та один Су-25.

### Війна в Югославії (1991—1999)
У вересні 1991 року югославські винищувачі МіГ-29, завдавали ударів по хорватських аеродромах, знищивши щонайменше 4 легкомоторні літаки, що використовувалися як штурмовики і розвідники.
У 1999 році всі 16 літаків МіГ-29, які були у Союзної Республіки Югославія, були зведені в 127-ю винищувальну ескадрилью 204-го винищувального авіаполку (аеродром Батайниця біля Белграда).  Вони обмежено використовувалися проти авіації НАТО, здійснивши за весь період конфлікту загалом 11 бойових вильотів. У ході вильотів на МіГ-29 періодично відбувалися відмови бортового обладнання, що ускладнило ведення повітряних боїв і спричинило повоєнний розгляд.  Після того, як 4 травня в повітряному бою з американськими F-16 був збитий і загинув командир 127-ї ескадрильї полковник Міленко Павлович, вильоти на перехоплення літаків противника, що пілотуються, припинилися.
У ряді джерел (зокрема у російського автора Володимира Ільїна та аргентинського Дієго Сампіні) стверджується, що однією з них стало знищення 27 березня літака-невидимки F-117 і що ця перемога була записана підполковнику Гвоздену Джукічу.  За даними офіційного сайту МО Сербії, F-117 був збитий зенітно-ракетною батареєю під командуванням Золтана Дані.  Як повідомляє сербська газета «Політика», «Гвозден Джукіч» (серб. Гвозден Аукіћ) — це бойовий псевдонім, який використовував Золтан Дані в ході війни.  За даними українського дослідника Михайла Жирохова, у період 26—27 березня (коли був збитий F-117) МіГ-29 не виконали жодного бойового вильоту. Згідно з книгою російського Центру аналізу стратегій та технологій «Чужі війни», за час війни сербські МіГ-29 жодного разу не зуміли застосувати зброю проти противника.
Власні втрати виявилися значними: всього було втрачено 11 МіГ-29, з яких 6 збито в повітряних боях і 5 списано з різних причин (в основному знищено на землі; докладну інформацію про втрати югославських літаків див. у списку втрат авіації сторін під час війни НАТО  проти Югославії).  Загинули капітан 1-го класу Зоран Радославлевич та полковник Міленко Павлович;  майорам Арізанову, Миколичу, Тесановичу та підполковнику Перичу вдалося благополучно катапультуватися. У всіх, хто брав участь у боях МіГ-29, були зафіксовані, після зльоту, відмови різного бортового обладнання (зокрема РЛС, СПО-15); через неробочу апаратуру сербські пілоти не могли визначити напрям атаки противника, що різко знижувало шанси МіГ-29 у сутичках з авіацією НАТО.

### Російсько-українська війна (2014—2022)
На початку тимчасової окупації Криму російські військові захопили 45 українських винищувачів МіГ-29 204-ї бригади тактичної авіації на авіабазі «Бельбек». Більшість із захоплених літаків були технічно несправні, та в травні того ж року росія передала їх Україні у розібраному стані (однак 9 винищувачів, 7 МіГ-29 та 2 МіГ-29УБ залишила собі). 4 серпня 2014 року Україна повідомила, що певну кількість із повернутих літаків вдалось відновити та почати бойове застосування у бойових діях на Донбасі.
Іще у квітні 2014 року Військово-повітряні Сили України стали застосовувати наявні МіГ-29 для демонстрації сили та патрулювання повітряного простору. Навіть літаки колишньої пілотажної групи «Українські Соколи» були залучені до патрулювань з повним комплектом ракет «повітря-повітря».
Передовою базою для українських винищувачів служив аеропорт «Дніпро». Винищувачі забезпечували прикриття ударних літаків та вертольотів, зокрема, під час визволення Донецького аеропорту 26 травня 2014 року. З серпня 2014 року МіГ-29 стали використовувати і для ударів по наземних цілях. Зазвичай застосовували 80-мм некеровані ракети, рідше — авіабомби.
Під час подальших бойових дій у «гібридну» фазу війни Україна втратила два МіГ-29: МіГ-29МУ1 номер 02 «синій» 7 серпня та МіГ-29 номер 53 «білий» 17 серпня 2014 року в Донецькій та Луганській області відповідно. При чому в першому випадку літак був збитий із ЗРК «Бук» неподалік захопленого Єнакієвого. В обох випадках пілотам вдалось катапультуватись та повернутись на підконтрольну Україні територію.
Навіть на цьому, начебто «гібридному» етапі російсько-української війни винищувачі МіГ-29 застосовувала і росія. Так, 16 липня 2014 року МіГ-29 зі складу 19 винищувального авіаційного полку 1 змішаної авіаційної дивізії 4 Командування повітряних сил РФ порушив повітряний простір України та з відстані 35-40 км здійснив пуск ракети Р-27Т по українському Су-25. Ракета влучила в сопло двигуна коли літак знаходився в районі Амвросіївки, пілоту вдалось здійснити аварійну посадку, він був евакуйований в безпечне місце.

### Російсько-українська війна (з 2022)

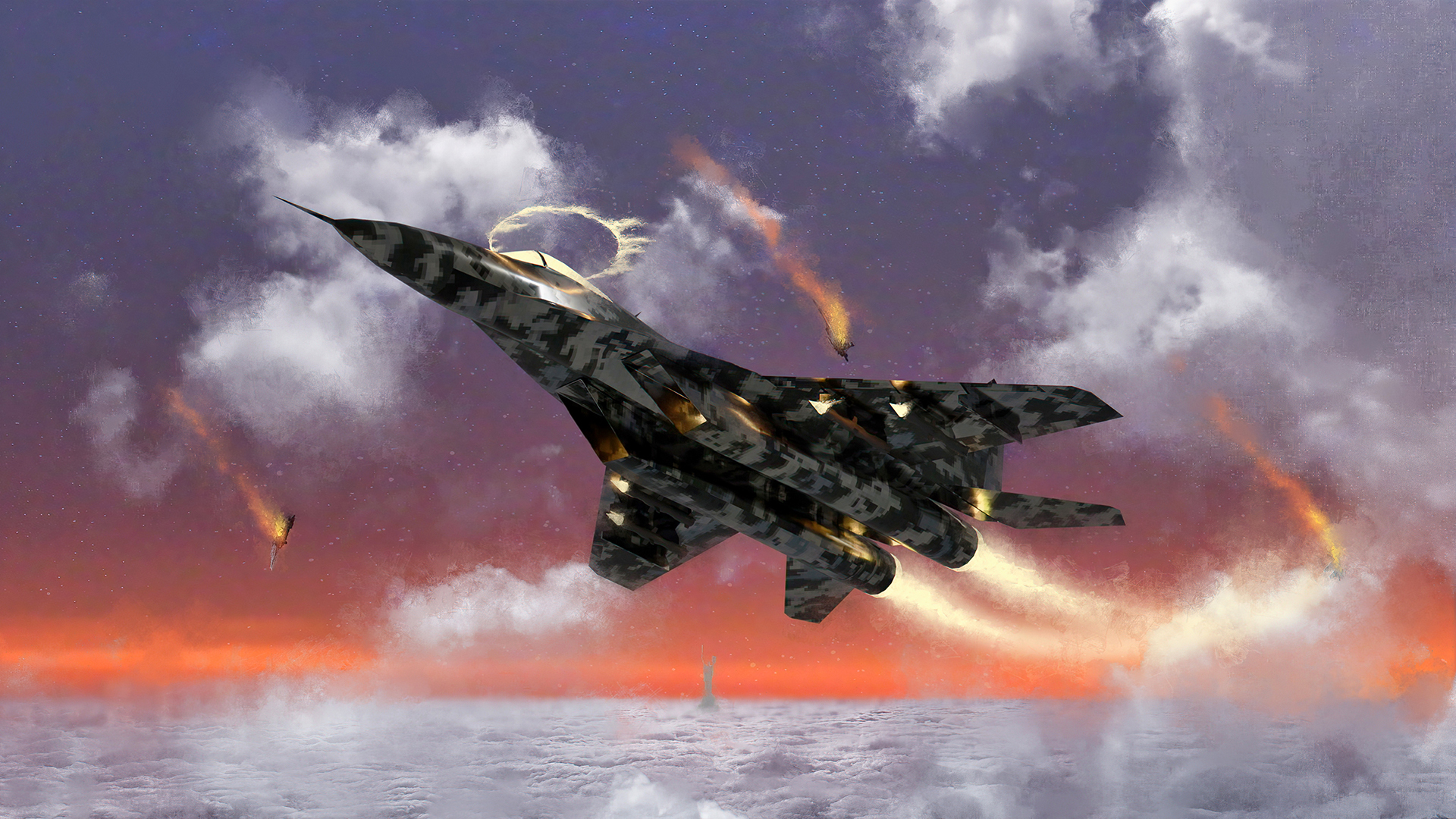
За легендою, «Привид Києва» літав на винищувачі МіГ-29 40-ї бригади тактичної авіації

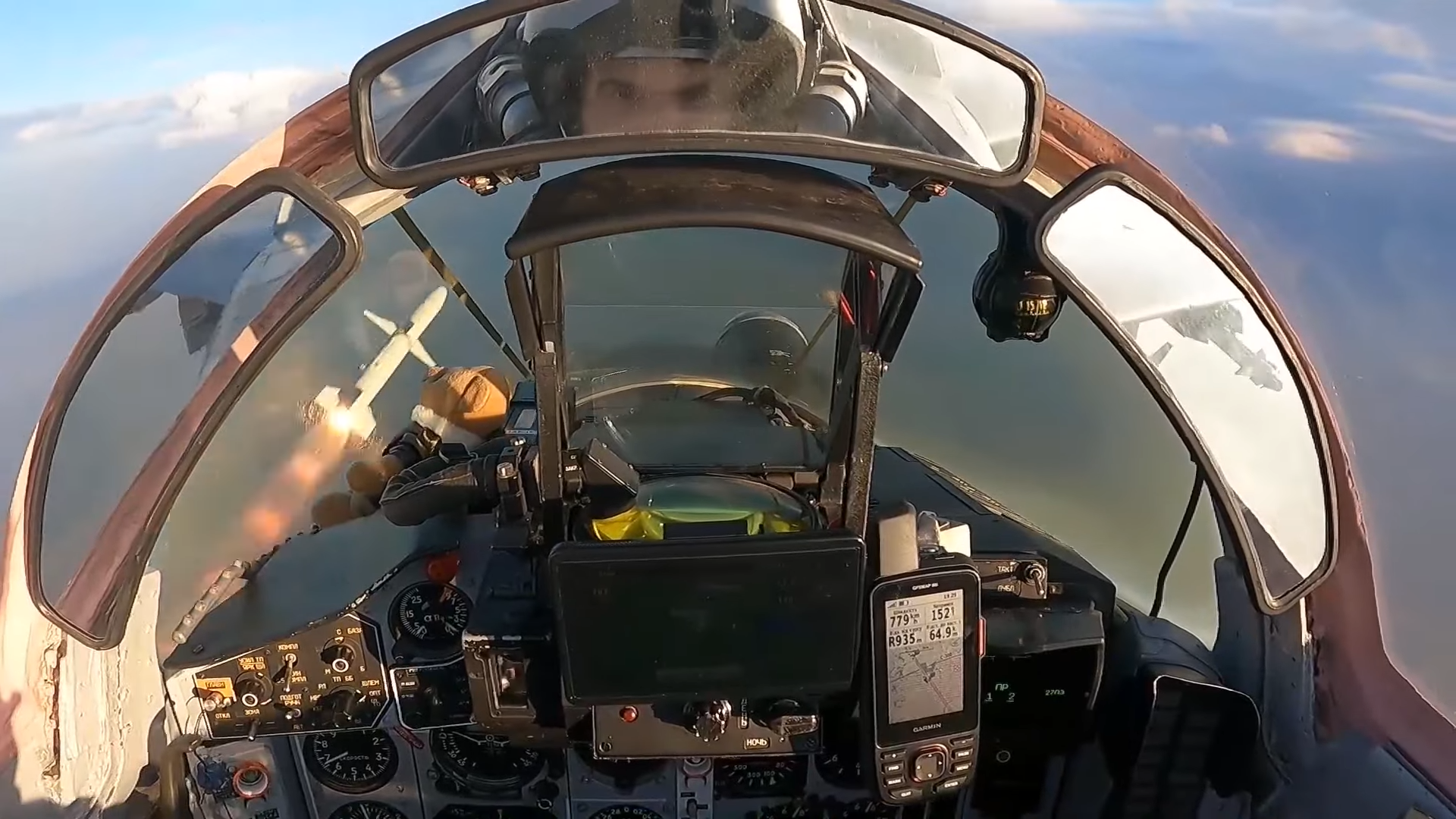
Український МіГ-29 здійснює пуск AGM-88 HARM

Під час повномасштабного російського вторгнення інтенсивно застосовується обома сторонами.
З перших днів з'явилась легенда про «Привид Києва» — збірний образ льотчиків 40-ї бригади тактичної авіації, які воюють на МіГ-29.
Так, під час боїв за Гостомельський аеропорт («Антонов») українські ПС з винищувачів МіГ-29 завдавали ударів по російським військам.
18 березня 2022 року росіяни завдали ракетного удару по приміщеннях Львівського державного авіаційно-ремонтного заводу — провідного підприємства вітчизняного ОПК, яке проводило ремонт і модернізацію винищувачів МіГ-29.
27 травня 2022 року близько 14:00 льотчик винищувача МіГ-29 Повітряних сил Збройних сил України у небі Херсонщини збив російський винищувач Су-35 зі складу 23 винищувального авіаполку східного воєнного округу РФ, який полював за літаками української штурмової авіації.
Український МіГ-29 прикривав групу літаків ударної авіації — штурмовики Су-25 Повітряних сил Збройних сил України, які завдавали ударів по ворожих військах на Херсонщині. У результаті цього у знищено ротно-тактичну групу окупантів із технікою та живою силою.
На перехоплення українських штурмовиків з аеродрому Бельбек вилетів російський винищувач Су-35. Власне його і зустрів український МіГ-29.
Принаймні один український бойовий МіГ-29 після ремонту отримав ліврею в стилі пілотажної групи «Українські Соколи».
У серпні 2022 року стало відомо, що українські військові інженери за допомогою американських фахівців змогли інтегрувати протирадіолокаційні ракети AGM-88 HARM до арсеналу літаків. Завдяки цьому українські льотчики успішно уражають російські РЛС. Наприкінці серпня 2022 року Командування Повітряних сил України поширило відео з бойовими пусками цих ракет.
Українські МіГи були залучені й для виконання задач протиповітряної оборони — захисту від розвідувальних БПЛА оперативного рівня типу «Орлан-10», крилатих ракет та дронів-камікадзе типу Shahed 136. Однак, протидія дронам виявила деякі проблеми: малогабаритні та повільні, їх важко виявити бортовою РЛС, мала теплова та радіолокаційна сигнатура зменшує ефективну відстань захоплення головками самонаведення ракет повітря-повітря — Р-73 не ефективна у хмарну погоду, а Р-27Р потребує малої відстані.
Так, 12 жовтня 2022 року льотчик Вадим Ворошилов (позивний «Карая») був вимушеній наблизитись до БПЛА на малу відстань, і після ураження уламки від ракети та збитого апарата пошкодили передню частину літака, пілоту довелось катапультуватись.
3 листопада 2024 року на запорізькому напрямку авіація Повітряних сил Збройних Сил України знищила позицію російського зовнішнього екіпажу безпілотних літальних апаратів авіабомбою AASM. Бомбового ураження завдав винищувач МіГ-29 зі складу 40-ї бригади тактичної авіації Повітряного командування «Центр».
5 листопада 2024 року МіГ-29 Повітряних Сил ЗСУ завдав удару по російським окупантам, застосувавши одразу 8 високоточних авіабомб GBU-39 SDB. Український літак уразив місця скупчення штурмових груп загарбників та місця зберігання боєкомплектів у Запорізькій області.
10 грудня 2024 року авіація Повітряних сил Збройних Сил України завдала бомбового удару по скупченню російських окупантів у Бахмуті на Донеччині. Ураження завдали за допомогою двох французьких авіабомб AASM з українського винищувача МіГ-29 40-ї бригади тактичної авіації.
25 лютого 2025 року винищувач МіГ-29 із 40-ї бригади тактичної авіації «Привид Києва» завдав високоточного бомбового удару по прикордонному пункту пропуску «Троебортное» у Брянській області. Припускається, що для удару було застосовано дві авіабомби AASM.
9 березня 2025 року МіГ-29 ПС ЗСУ завдав бомбового удару, здійснивши запуск JDAM-ER по ворожому об’єкту в населеному пункті Тьоткіно в Курській області. В результаті атаки було уражено ангар із технікою та особовим складом противника.
10 березня 2025 року авіація ПС ЗСУ завдала удару по скупченню російської піхоти у населеному пункті Тьоткіно (Курська область). Удар завдав винищувач МіГ-29, для ураження ворожої піхоти застосували високоточні авіабомби AASM (Hammer).
31 березня 2025 року МіГ-29 ПС ЗСУ за допомогою двох високоточних планерних бомб JDAM-ER знищив підземний бункер поблизу Олешок, який використовували окупанти для розташування офіцерського складу. Одна з авіабомб пробила бетонне перекриття і вибухнула всередині бункера.
5 квітня 2025 року Українські Повітряні сили завдали високоточного удару авіабомбами AASM HAMMER по місцю скупчення російських штурмовиків у селі Гуєво (Курська область). Удар завдав винищувач МіГ-29.
9 квітня 2025 року МіГ-29 ПС ЗСУ завдав бомбового удару по російському пункту пропуску «Погар» у Брянській області. Для удару по будівлі з особовим складом супротивника застосували дві французькі високоточні авіабомби AASM HAMMER.
28 квітня 2025 року МіГ-29 Повітряних сил Збройних Сил України розбомбив російський пункт управління та запуску FPV дронів на південному напрямку. Удар по ПУ був завданий двома французькими високоточними авіабомбами AASM HAMMER.
23 травня 2025 року авіація ПС ЗСУ завдала удару по будинку з російськими військовими на Курщині, у селі Глушково. Для удару використали винищувач МіГ-29, оснащений високоточною авіабомбою AASM Hammer.
1 червня 2025 року МіГ-29 ПС ЗСУ завдав бомбового удару по російському КП високоточною бомбою AASM HAMMER в селищі Інженерне Запорізької області. В результаті високоточної атаки були знищені зовнішні пілоти дронів, які перебували в КП.
8 червня 2025 року авіація ПС ЗСУ завдала високоточного удару по скупченню ворожої піхоти й складу боєприпасів на південному напрямку. Для удару використали винищувач МіГ-29, оснащений високоточною авіабомбою AASM Hammer.
18 червня 2025 року українська тактична авіація завдала бомбового удару по скупченню живої сили противника в селищі Козинка на території Бєлгородської області. Для знищення російської піхоти, яка перебувала у будівлі, використали винищувач МіГ-29, озброєний двома високоточними авіабомбами AASM Hammer.
11 липня 2025 року авіація ПС ЗСУ двома ударами високоточних авіабомб знищив російську переправу біля Василівки, що на тимчасово окупованій території Запорізької області. Удар завдав винищувач МіГ-29, озброєний двома американськими авіабомбами GBU-62, які були оснащені комплектом планування і корекції JDAM-ER.
Станом на 13 липня 2025 року на основі відкритих джерел відомо про безповоротну втрату 30 українських МіГ-29 (ще 3 пошкоджено).

## Оператори

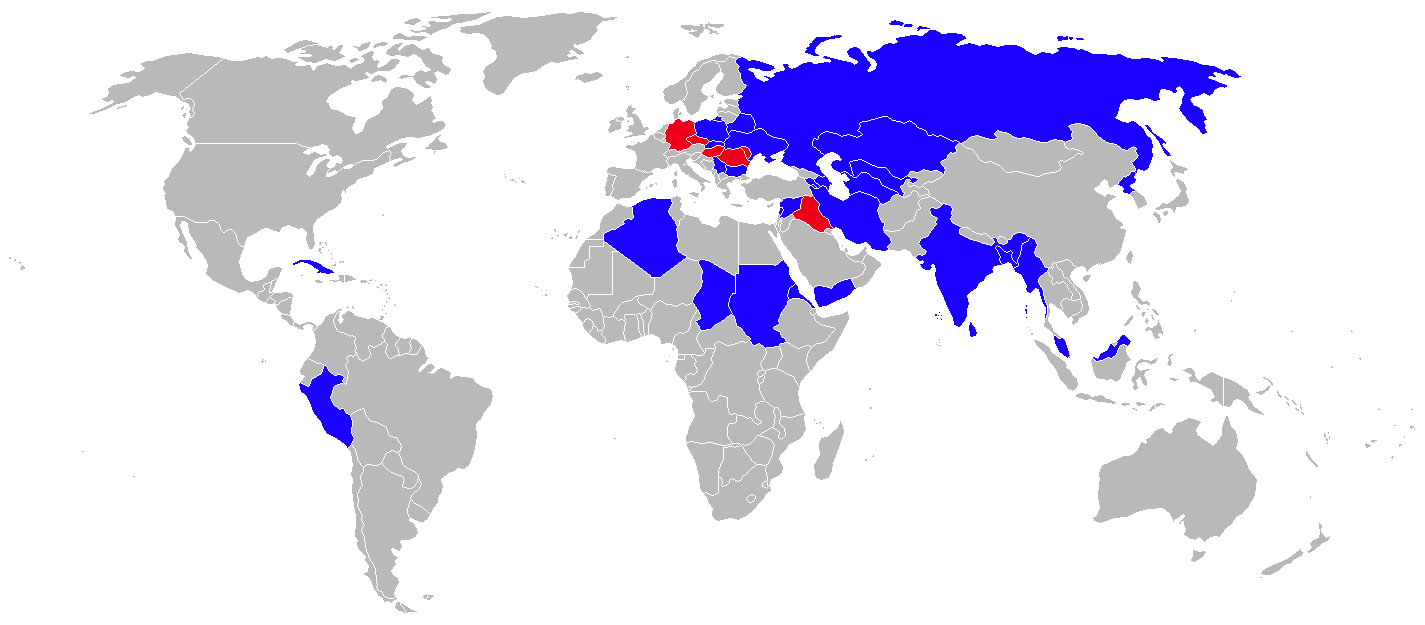
Мапа операторів винищувача МіГ-29 та його модифікацій

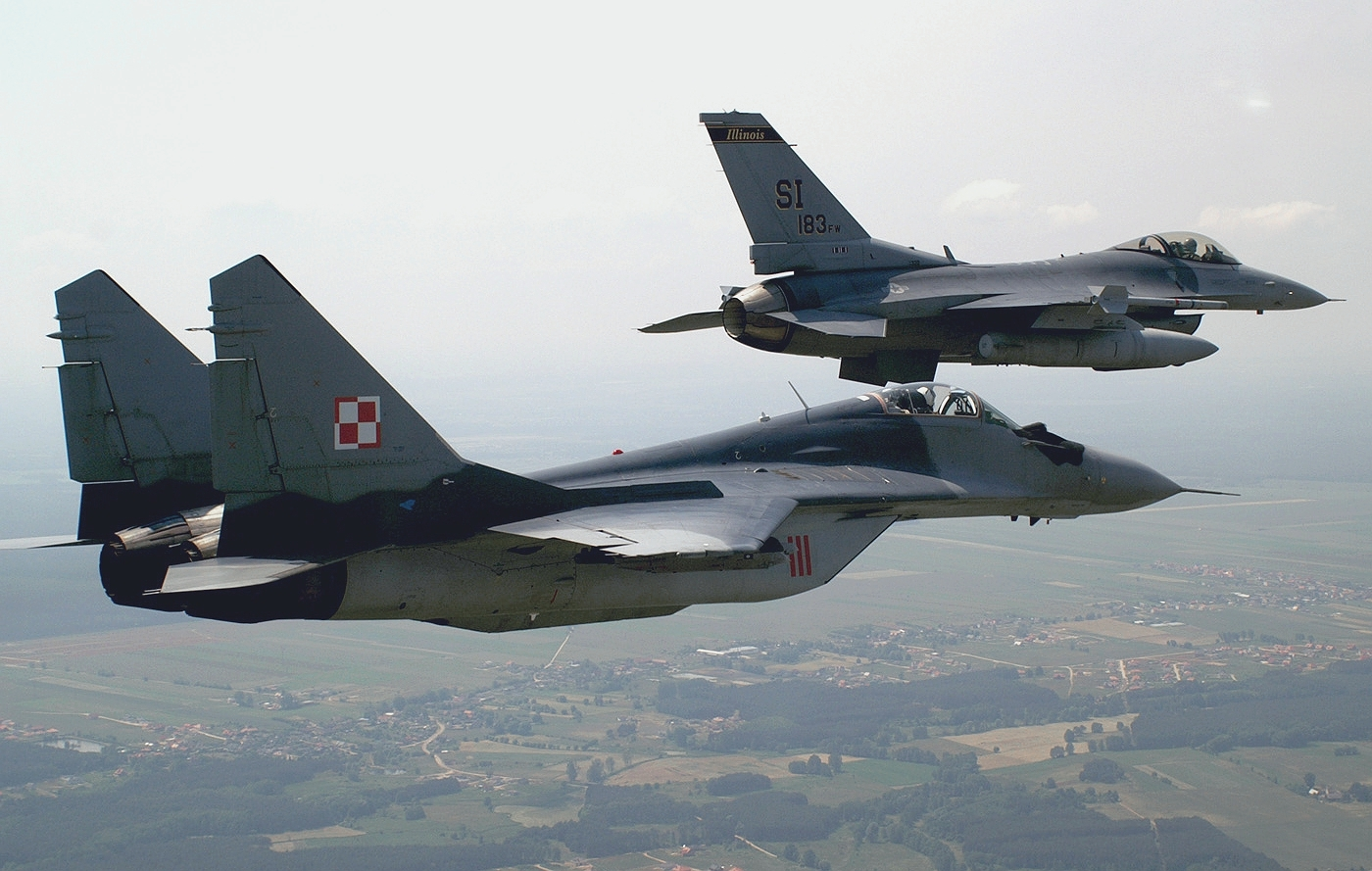
Польський МіГ-29 та Ф-16 ПС США

### Сучасні
- Азербайджан
  - Військово-повітряні сили Азербайджану — 11 МіГ-29А та 3 МіГ-29УБ станом на 2024 рік[49][50]
    - Авіабаза Насосна, Сумгаїт
- Алжир
  - Військово-повітряні сили Алжиру — 36 МіГ-29 (МіГ-29С, МіГ-29УБ, МіГ-29М/М2) на озброєнні, станом на 2024 рік[51].
    - Аеропорт Тіндуф, вілаєт Тіндуф
      - 113-а винищувальна ескадрилья
- Бангладеш — 6
- Білорусь — 18 МіГ-29/УБ/С та 16 на зберіганні, станом на 2024 рік[52].
- Болгарія — 11 МіГ-29А та 3 МіГ-29УБ на озброєнні, станом на 2024 рік[53].
- Еритрея — 7
- Єгипет — 41 МіГ-29М/М2 на озброєнні, станом на 2024 рік[54].
  - ПС Єгипту: 2015 року підписана угода на придбання 46 літаків МіГ-29М. Відомо про отримання частини замовлених літаків 2018 року[55].
- Ємен — 18
- Індія — 54 МіГ-29 (з них 12+ МіГ-29УПГ) та 7 МіГ-29УБ, станом на 2024 рік[56]
- Іран — 35 МіГ-29А/УБ, станом на 2024 рік[57]
- Казахстан — 12 МіГ-29 та 2 МіГ-29УБ на 2024 рік (всі на зберіганні, виставлені на продаж)[58]
- Куба — 4
- Малайзія — 10
- Монголія — 5
- М'янма — 10
- Перу — 17
- Північна Корея — не менше 18 МіГ-29А/С/УБ на озброєнні, станом на 2024 рік[59].
- Польща — 11 МіГ-29А та 3 МіГ-29УБ, станом на 2024 рік[60].
- Росія — 254 МіГ-29 на озброєнні за даними FlightGlobal за 2025 рік[61]. 142 МіГ-29 всіх модифікацій на озброєнні, за даними видання Military Balance за 2024 рік.
  - Морська авіація Російської Федерації — 19 МіГ-29К, 3 МіГ-29КУБ на озброєнні станом на 2024 рік[62]
    - Північний флот Росії — 19 МіГ-29К, 3 МіГ-29КУБ на озброєнні, станом на 2024 рік[62]

  - Повітряні сили Російської Федерації — 70 МіГ-29 и МіГ-29УБ, 14 МіГ-29СМТ, 2 МіГ-29УБТ на озброєнні станом на 2024 рік[63]
    - 4-та армія ВПС і ППО — 12 МіГ-29, станом на 2023 рік[64]
- Сербія — 18
- Сирія — близько 30 МіГ-29А/УБ/СМ на озброєнні, станом на 2024 рік[65].
- Судан — 12
- США — служать для імітації потенційного супротивника[66].
- Туркменістан — 22 МіГ-29А/С та 2 МіГ-29УБ на озброєнні, станом на 2024 рік[67].
- Узбекистан — 12 МіГ-29 та МіГ-29УБ на озброєнні, 18 на зберіганні, станом на 2024 рік[68].
- Україна — близько 15 одиниць МіГ-29 на озброєнні ПС ЗСУ, за даними видання Military Balance за 2025 рік[69]

### Колишні

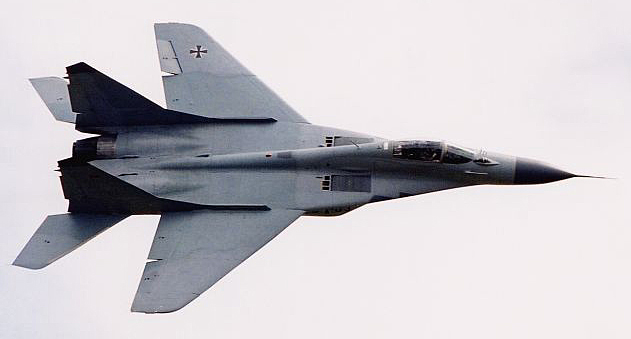
МіГ-29 німецьких Люфтваффе

- Ізраїль
- Ірак
- Молдова
- Чехословаччина
- Чехія
- НДР
- Німеччина
- Румунія
- Сербія та Чорногорія
- Словаччина
- СРСР
- Угорщина
- Югославія

### Азербайджан
Протягом 2006—2007 років Азербайджан придбав в Україні 14 літаків МіГ-29, які були перед тим модернізовані силами українського ОПК без залучення російських компаній. Разом з літаками були придбані запасні частини та авіаційне озброєння для них а також новий тренажер.
В 2009 році Азербайджан придбав в Україні, серед іншого, один навчально-бойовий винищувач МіГ-29УБ.
Попри відсутність офіційних підтверджень застосування винищувачів МіГ-29 під час Другої карабаської війни восени 2020 року Вірменія заявляла, що Азербайджан застосовував винищувачі цього типу з першого дня активних бойових дій.
В жовтні 2021 року стало відомо, що Азербайджан придбав ракети класу «повітря-повітря» I-Derby ER виробництва ізраїльського підприємства Rafael, для озброєння ними винищувачів МіГ-29.

### Алжир
На авіакосмічному салоні МАКС-2019 в Росії була підписана угода на придбання 14 додаткових винищувачів МіГ-29М/М2 та 14 Су-30МК(А). Такі саме моделі МіГ-29М/М2 були замовлені Єгиптом у кількості трьох ескадрилій.
Перша партія замовлених за цією угодою винищувачів була прийнята Повітряними силами Алжиру в жовтні 2020 року.

### Білорусь
Після розвалу Радянського Союзу на території Білорусі залишилась певна кількість винищувачів МіГ-29. Протягом наступних років значна частина з них була продана до Алжиру, Перу, інші країни.
Станом на 2013 на озброєнні перебувало 40 винищувачів МіГ-29 і МіГ 29БМ та один МіГ-29УБ.
Місце базування — 61-а винищувальна авіабаза в Барановичах.
Аби примусити пасажирський літак рейсу FR4978 (маршрут Афіни — Вільнюс) здійснити незаплановану посадку в аеропорту «Мінськ» (і захопити Романа Протасевича) режим білоруського диктатора Лукашенка застосував винищувач МіГ-29.

### Болгарія
В грудні 2017 року уряд Болгарії звернувся до російської компанії «РСК „МіГ“» з питанням відновлення 15 наявних винищувачів МіГ-29 протягом наступних 4 років за $49 млн. Та майже одразу цю угоду заблокувала скарга з боку підприємства українського ОПК.
Нарешті, в березні 2018 року була підписана угода на обслуговування літаків МіГ-29, через брак коштів початкові плани ремонту 15 літаків скоротили до 8 винищувачів. Авіадвигуни РД-33 мали пройти ремонт з продовженням ресурсу. За планами ремонт мав бути виконаний до середини 2021 року, але за фактом перші три літаки були отримані лише після жовтня 2020 року. Тому в січні 2021 року корпорація «МіГ» була вимушена виплатити штраф.
В липні 2018 року Болгарія оголосила про намір придбати 16 вживаних винищувачів на заміну наявним МіГ-29. А вже в кінці 2018 року робоча група при міністерстві оборони зупинила вибір на американських F-16.
В квітні 2023 року Болгарія повідомила про готовність безоплатно передати Україні як матеріально технічну допомогу свої винищувачі МіГ-29 в обмін на літаки від союзників. Із 16 наявних в країни літаків, в робочому стані перебувало 6.
В серпні 2023 року польське авіаційне підприємство Wojskowe Zakłady Lotnicze № 2 (Військовий авіаційний завод № 2) що в місті Бидгощ отримало контракт на €9,55 млн за капітальний ремонт шести двигунів РД-33.

### Індія
В березні 2010 року Росія та Індія уклали угоду на придбання 29 літаків МіГ-29К та МіГ-29КУБ палубного базування. Постачання мало розпочатись в 2012 році. Всього було отримано 45 літаків палубного базування у двох парітях в модифікаціях МіГ-29К та МіГ-29КУБ.
З оприлюднених в грудні 2023 фотографій стало відомо, що Індія придбала та успішно інтегрувала ракети Rampage виробництва ізраїльських підприємств IMI Systems та IAI в арсенал МіГ-29К/КУБ ВМС країни. Ці ракети створені на основі високоточних реактивних снарядів англ. Extended Range Artillery (EXTRA), що за своїми ТТХ подібні до реактивних снарядів GMLRS.
Даний боєприпас має стійку до засобів радіоелектронної протидії комбіновану супутникову-інерційну систему наведення та максимальну ефективну дальність близько 150 км при повітряному пуску.

### Лівія
У першій половині 2020 року до Лівії на підтримку підрозділів ЛНА Халіфа Хафтара було перекинуто 6 літаків МіГ-29 та пара Су-24М. Спочатку вони знаходились на авіабазі аль-Джуфра в центральній Лівії. Згодом вдалось встановити, що четверо з шести МіГ-29 раніше служили у 116-му Центрі бойового застосування (винищувальної авіації) в місті Астрахань у Росії. З Росії літаки зробили проміжні зупинки на авіабазі Хамадан (Хамадан, Іран) та Хмеймім (Сирія).

### Німеччина
Німецька Демократична Республіка отримала від Радянського Союзу в 1988 році 24 літака МіГ-29: 20 в модифікації МіГ-29А та чотири МіГ-29УБ.
Невдовзі після того відбулось возз'єднання Німеччини й найсучасніші, на той час, радянські винищувачі опинились в країні-члені НАТО й до розширення НАТО «на схід» наприкінці 1990-х Німеччина була єдиною країною Альянсу, озброєна літаками цього типу.
Окрім патрулювання повітряного простору Німеччини, літаки неодноразово брали участь у військових навчаннях, в тому числі — в Сполучених Штатах. Фахівці з країн-союзників по НАТО ретельно їх вивчали та випробовували.
З надходженням на озброєння Бундесверу винищувачів Eurofighter Typhoon в 2004 році наявні МіГ-29 були продані Польщі за символічну суму в €1.
В квітні 2023 року Федеральний уряд надав дозвіл Польщі на реекспорт колись німецьких літаків Україні.

### Польща
У 2002 році Німеччина продала Польщі 23 винищувачі МіГ-29, які Бундесвер отримав після возз'єднання Німеччини від Національної народної армії Східної Німеччини.
Всього, станом на 2010 рік на озброєнні Польщі перебували 31 винищувач типу МіГ-29 різних модифікацій. Аби зберегти наявний флот від скорочення та підсилити його можливості були оголошені плани з модернізації наявних літаків. Перед тим в кабінах пілотів встигли провести лише косметичні зміни з заміною надписів на англомовні.
На першому етапі модернізації літаки отримають можливість роботи з підвісними паливними баками, системи лазерної інерціальної і супутників навігації, аналогову авіоніку замінять на цифрову, новий бортовий комп'ютер управління польотом з можливістю підключати додаткові прилади і оновлену апаратуру зв'язку. У кабіні пілота буде встановлено багатофункціональний кольоровий дисплей.
В подальшому можливе встановлення нових бортових РЛС, оновлених коліматорних індикаторів, систем радіоелектронної боротьби, два багатофункційних дисплея, оновлену систему керування двигунами й тягою, нашоломний інформаційний індикатор і можливість використання авіаційного озброєння від американських винищувачів F-16 Fighting Falcon. За умови успішної реалізації програми термін служби Міг-29 буде збільшено на чотири тисячі літних годин, або 20 років, до 2029 року.
15 березня 2013 року перший модернізований МіГ-29 здійснив перший політ.
В травні 2023 року 14 літаків передані Україні як допомога у відбитті російської агресії.

### Росія
Після розвалу Радянського Союзу до 2011 року військово-повітряні сили РФ отримали нових винищувачів 28 МіГ-29СМТ і 6 МіГ-29УБТ. Станом на 2012 рік програма з модернізації наявних МіГ-29 була заморожена, хоча за деякими даними до 2008 року понад 10 наявних МіГ-29 були модернізовані до рівня МіГ-29СМ.
Для потреб 279-го корабельного винищувального авіаполку був підписаний контракт на постачання протягом 2013—2015 років 20 МіГ-29К та 4 МіГ-29КУБ палубного базування.

### Румунія
Протягом 1989—1990 років Румунія отримала від Радянського Союзу загалом 21 літак МіГ-29, серед них чотири у версії МіГ-29УБ. Вже в 1990 році почались перші польоти на отриманих літаках. За час експлуатації в аваріях та інцидентах було втрачено 4 літаки, для компенсації втрат один винищувач був придбаний в Молдові.
В 1995 році була розпочата програма модернізації до стандарту Sniper спільно з ізраїльською Elbit Systems та німецьким концерном Daimler Chrysler Aerospace. Проте, через різні економічні проблеми модернізовано було лише один літак, який після 2001 року припинив польоти а в 2009 році взагалі був переданий як експонат до Національного музею авіації.
В 2008 році, коли вже настав час проводити капітальний ремонт, всі наявні 18 літаків МіГ-29 були списані зі складу румунських повітряних сил.

### Сербія

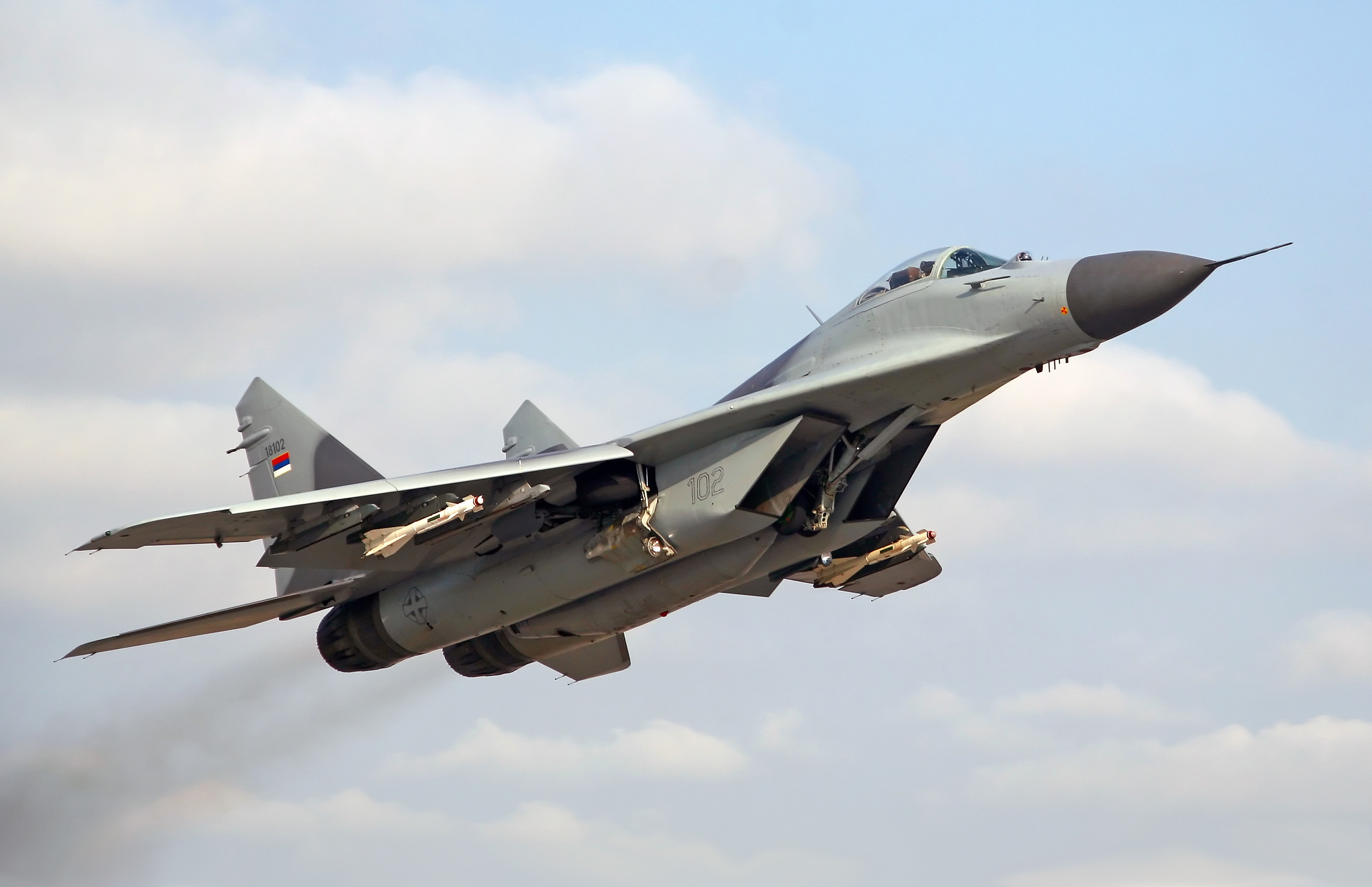
МіГ-29 повітряних сил Сербії

Соціалістична Югославія стала першою країною в Європі за межами Радянського Союзу, яка мала на озброєнні винищувачі МіГ-29. Протягом 1987—1988 років було отримано 14 МіГ-29Б та два МіГ-29УБ. Вони надійшли на озброєння 127-ї винищувальної ескадрильї, що базувалась у Батайниці, на північ від Белграду.
Літаки залишились на озброєнні Союзної Республіки, але через накладене ООН військове ембарго їхній технічний стан значно погіршився. Капітальний ремонт, запланований на 1996 та 1997 роки проведений не був.
У грудні 2016 року було укладено угоду про постачання 6-х винищувачів МіГ-29, що перебували на озброєнні ВКС РФ у складі 31-го винищувального авіаційного полку у Міллерово. Винищувачі мали зняті з консервації та за кошти Сербії відновити на авіаремонтних підприємствах РФ.
У серпні 2018 року відбулась офіційна церемонія введення до складу повітряних сил Сербії перших двох винищувачів МіГ-29 переданих РФ у 2017 році.
25 лютого 2019 року на офіційній церемонії за участі тогочасного міністра оборони Сербії Александра Вуліна відбулась урочиста церемонія на 558 авіаремонтному заводі у Барановичах у Білорусі передачі чотирьох винищувачів МіГ-29. Білорусь передала літаки безоплатно за умови оплати Сербією модернізації літаків на місцевому авіаремонтному підприємстві.
З обсягу модернізації озвучувалось доведення їх до версії раніше переданих винищувачів з Росії — оновлення навігаційної системи, системи озброєння та радіо електронного захисту.
17 квітня 2021 року до Сербії з Білорусі було доставлено військово-транспортним літаком Ан-124 два багатоцільові винищувачі МіГ-29.

### Словаччина
Мала на озброєнні 12 літаків цього типу. Всі вони належали до 1-ї винищувальної ескадрильї.
Літаки були отримані від РФ за борги у 1994—1996 роках. Машини надійшли у найсучаснішій на той час версії МіГ-29С, яка мала збільшене бойове навантаження та запас палива, а також оновлене бортове оснащення.
Через 10 років, у середині 2000-х років, Словаччина провела модернізацію бортів до версії AS, завдяки чому був оновлений радіолокаційний прицільний комплекс літака і була встановлена РЛПК-29М зРЛС Н019МЭ «Топаз», яка має більшу дальність огляду та завадостійкість, а також можливість обстрілу одночасно двох цілей. Були оновлені і двигуни, які отримали більший ресурс, а загальний ресурс машини був оцінений до 2035 року.
Також у кабіні були встановлені багатофункціональні дисплеї, оновлена апаратура зв'язку та навігації за стандартом НАТО. Водночас попри чутки, словацькі МіГ-29AS не мають можливості «на пряму» використовувати західні ракети «повітря-повітря», інтеграції західного озброєння на ці літаки не передбачалось.
У липні 2018 року словацький уряд ухвалив рішення придбати F-16 Block 70/72 на заміну наявному парку МіГ-29.
27 та 28 серпня 2022 року під час міжнародного авіашоу (SIAF) на військово-повітряній базі Малацки-Кухиня відбулась урочиста церемонія «останнього польоту» літаків цього типу перед зняттям їх з озброєння. Імовірно надалі вони будуть передані Україні. В такому випадку вони стануть наймолодшими винищувачами у складі Повітряних Сил України.
За словами прем'єр-міністра Словаччини Ярослава Надя літаки можуть перебувати у незадовільному технічному стані через навмисні несправності, спричинені російськими фахівцями, які донедавна брали участь в обслуговуванні словацьких літаків.
Після зняття своїх МіГ-29 Словаччина залишається взагалі без винищувачів на озброєнні, понад те, ця країна свого часу і передала ЗРК С-300 до України. Тому задачу захисту неба країни взяли на себе Польща та Чехія, поки замовлені Братиславою F-16 не досягнуть операційної готовності.

### США
В 2008 році Сполучені Штати, серед іншого, купили в Україні один винищувач МіГ-29УБ та два навчально-бойових винищувача Су-27УБ.

### Україна
Повітряні Сили Збройних Сил України після розпаду СРСР 1992 року отримали 245 МіГ-29. Літак МіГ-29 разом із літаком Су-27 є основною машиною винищувальної авіації Повітряних Сил України. Потенціал винищувача МіГ-29 дозволяє використовувати його як для виконання задач ППО та повітряного бою, так і для завдавання ударів по наземних (надводних) цілях. Усього в бойовому складі ПСУ станом на 2011 рік знаходилось 80 літаків МіГ-29 різних модифікацій. Вітчизняними підприємствами ці винищувачі модернізуються до стандарту МіГ-29МУ1
Сучасні бази дислокації МіГ-29 в Україні
- 40 бригада тактичної авіації — Васильків, Київська область
- 114 Бригада тактичної авіації — Івано-Франківськ
- 204 Бригада тактичної авіації — Луцьк

Від початку російсько-української війни в 2014 році й до травня 2019 року на Львівському Державному авіаційно-ремонтному заводі було відремонтовано й частково модернізувало в інтересах Збройних Сил України майже 30 винищувачів МіГ-29.
В липні 2020 року було оголошено про домовленість з ізраїльським підприємством Elbit Systems про спільну модернізацію 11 винищувачів МіГ-29 за близько $40 млн кожен.
10 березня 2021 року у Василькові стався інцидент, унаслідок якого відбулося займання літака, яке було локалізовано та ліквідовано пожежниками, але призвело до пошкоджень двигуна літака та інших агрегатів бойової машини.
За даними ЗМІ, виконувач обов'язків інженера другої ескадрильї військової частини капітан Ш. 1974 р.н., перебуваючи нібито в стані алкогольного сп'яніння (0,2 проміле), керуючи власним автомобілем Volkswagen Touran, виїхав на територію кермової доріжки аеродрому військової частини, де допустив зіткнення із задньою частиною військового літака МіГ-29, який у той час буксирувався до місця стоянки.
За оприлюдненими знімками вдалось встановити, що йдеться про модернізований МіГ-29МУ1 з бортовим номером 08, саме його передавали влітку 2018 року до 40 бригади тактичної авіації.
31 березня 2021 року, за повідомленням пресслужби ДК «Укроборонпром», Повітряні сили Збройних Сил України отримали відремонтований навчально-бойовий винищувач МіГ-29УБ. Роботи проводив Львівський державний авіаційно-ремонтний завод. Літак з бортовим номером 40 «білий» пройшов випробувальні польоти та відбув в один із бойових підрозділів Збройних сил України.
В рамках програм матеріально-технічної допомоги для відбиття російської навали в березні 2023 року Словаччина почала передавати 13 літаків з-поміж наявних МіГ-29AS/МіГ-29UBS Україні, а вже 17 квітня 2023 року було повідомлено про завершення передачі. При чому перші 4 винищувачі дістались України повітрям, а наступні 9 були перевезені наземним шляхом. Отримані від Словаччини літаки стали наймолодшими винищувачами на озброєнні Повітряних Сил України. Попри те, іще перед початком російського вторгнення російські фахівці, які брали участь в обслуговуванні літаків, могли вчинити саботаж, внаслідок чого технічний стан двигунів та інших систем міг зазнати значних несправностей. Окрім літаків Словаччина передала і певну кількість наявних в неї зенітних ракетних комплексів «Куб».
9 березня 2023 року голова канцелярії президента Польщі Павел Шрот повідомив про готовність Польщі передати невелику кількість літаків Україні. І вже 16 березня президент Польщі Анджей Дуда заявив, що найближчими днями будуть передані перші чотири літаки, а згодом — іще понад десять одиниць.
5 квітня 2023 року президент Польщі Анджей Дуда повідомив, що Україні вже було передано 8 літаків двома партіями по 4 машини. Також Польща готує до передачі наступні шість винищувачів. Всього Польща запланувала передати 20 літаків цього типу. Імовірно, Польща передає в першу чергу МіГ-29 отримані у 1990-2000-х роках від Чехії та Німеччини. Відтоді літаки не проходили суттєвої модернізації. Частина літаків могла бути передана Україні як донори запасних частин. Станом на 8 травня 2023 року перші десять літаків уже були в Україні, а 11 травня було повідомлено про завершення процесу передачі всіх 14 літаків.

## Аварії та катастрофи
| Дата              | Місце                                                                                     | Оператор    | Втрати | Примітки |
| ----------------- | ----------------------------------------------------------------------------------------- | ----------- | ------ | --- |
| 04.02.1984        | Липецька область                                                                          | СРСР        | 1      | Технічна несправність |
| 07.02.1984        | Липецька область                                                                          | СРСР        | 1      | Технічна несправність |
| 01.04.1986        | Івано-Франківська область                                                                 | СРСР        | 1      | Технічна несправність |
| 05.09.1986        | Липецька область                                                                          | СРСР        | 16     | Літак врізався в будівлю командно-диспетчерського пункту, в результаті чого загинуло 16 чоловік |
| 03.10.1986        | Липецька область                                                                          | СРСР        | 9      | Технічна несправність |
| 14.12.1987        | Івано-Франківська область                                                                 | СРСР        | 1      | Технічна несправність |
| 08.06.1989        | Ле Бурже                                                                                  | СРСР        | 0      | Технічна несправність |
| 7 лютого 1992     | Неподалік від населеного пункту Хворостянка Добринського району Липецької області (Росія) | Росія       | 1/1    | Падіння сталося в складних метеорологічних умовах, пілот перестав орієнтуватися на місцевості, унаслідок чого Герой Росії, генерал-майор авіації Суламбек Осканов загинув. |
| 24 липня 1993     | Військова база Ферфорд ПС Великої Британії.                                               | Росія       | 0/2    | Під час авіашоу до 75 річниці Королівських ПС при виконанні подвійної петлі два літаки зіткнулися, обидва пілоти лишилися живими, один із них — майбутній Герой Росії Олександр Бесчастнов. |
| 20 липня 1996     | Поблизу села Києво-Олександрівське, Миколаївська область                                  | Україна     | 1/1    | Капітан Вадим Крильчук, військовий льотчик 2 класу, під час навчань імітував падіння літака, не впорався з кермуванням і зазнав аварії. Пілот загинув. |
| 23 липня 1998     | Кечкемет, Південний Великий Альфельд, Угорщина                                            | Угорщина    | 1/1    | На очах у журналістів при підготовці авіашоу літак упав. Пілот загинув. |
| 7 листопада 1998  | Кіровське, АР Крим                                                                        | Україна     | 1/1    | Проводились тренувальні польоти «Українських соколів», різко змінились погодні умови — піднявся сильний боковий вітер, а злітно-посадкову смугу на очах затягував густий туман. Два винищувачі з трійки «соколів», які в той час були в небі, щасливо встигли сісти. Останнім як найдосвідченіший мав приземлитися Сергій Дудкін. У поганих метеорологічних умовах і за поганої видимості літак заходив на посадку, злетів зі смуги, перекинувся, розламався на дві частини та загорівся. Полковник Сергій Дудкін після катапутультування на малій висоті від отриманих травм помер. Літак модифікації 9-13, бортовий номер 107. |
| 6 серпня 1999     | Гімачал-Прадеш, Індія                                                                     | Індія       | 1/1    | Під час тренувального вильоту літак врізався в ліс. Лейтенант Гаур Циббер загинув. |
| 14 березня 2001   | Військова база на сході Перу                                                              | Перу        | 0/1    | Пілот катапультувався і лишився живим. Літак він направив на рисову плантацію, постраждалих немає. |
| 22 березня 2001   | 35 км північно-східніше Ахтубінська, Астраханська область (Росія)                         | Росія       | 0/2    | Літак Міг-29УБ впав у безлюдній місцевості. Обидва пілоти, — полковник Сергій Серьогін і майор Андрій Воропаєв — встигли катапультуватися. Причина падіння — займання правого двигуна. |
| 19 червня 2003    | Армавір, Краснодарський край (Росія)                                                      | Росія       | 0/2    | Стався витік пального у літака МіГ-29УБ, який екіпаж не відразу помітив. Майор Олександр Тарасов і курсант Сергій Шаповалов катапультувалися. |
| 12 листопада 2003 | Еребуні, Вірменія                                                                         | Росія       | 1/1    | МіГ-29С, яким керував майор Костянтин Кардаш з технічних причин, за іншою версією, через помилку пілота ввійшов у «штопор» і впав на землю. Пілот загинув |
| 11 травня 2005    | Кечкемет, Угорщина                                                                        | Угорщина    | 0/1    | Пілот встиг катапультуватися |
| 12 травня 2005    | Андріанополь, Тверська область (Росія)                                                    | Росія       | 1/1    | Пілот виконував льотну фігуру «Бочка» на малій для цього висоті. Зіткнувся з землею. Льотчик Валерій Гусаєв загинув. Бортовий номер літака 31 синій. |
| 27 липня 2006     | Аеродром Велике Савіно, Пермський край (Росія)                                            | Росія       | 0/2    | Літак з авіагруппи «Стрижі», з бортовим номер 01 синій зазнав аварії. Інформація про падіння різна, авіасмуга була мокра і літак з неї зійшов, відмова технічних вузлів, чи в обидва двигуни потрапили птахи. Обидва пілоти Микола Дятел та Ігор Куруленко вижили. |
| 21 березня 2007   | 30 кілометрів від Міллерово, Ростовська область (Росія)                                   | Росія       | 0/2    | Підполковник Фахрадін Ульфанов — «чільний» і майор Денис Чіркін — «ведений» тренували політ парою, і зіткнулись на двох літаках Міг-29 на висоті 7000 м. Обидва пілоти встигли катапультуватися, бортові номера 02 синій і 06 синій. |
| 5 червня 2007     | Аеродром Домна, Читинська область (Росія)                                                 | Росія       | 0/2    | МіГ-29УБ (бортовий номер «72 білий») у повітрі загорівся правий двигун, при заході на посадку відмовила гідросистема, та загорівся лівий двигун. Не спрацював гальмівний парашут, та розламалась передня стійка шасі. Пілоти Олексій Окутін та Альберт Хальджеяров змогли посадити літак «на пузо». Їх було нагороджено орденами мужності. |
| 17 квітня 2008    | Кечкемет, Угорщина                                                                        | Угорщина    | 0/1    | Пілот катапультувався та залишився живий. |
| 29 січня 2008     | Аеродром неподалік населеного пункту Гаджи Зейналабдін, 60 км від Баку, Азербайджан       | Азербайджан | 2/2    | Літак впав у Каспійське море, обидва пілоти загинули. |
| 12 лютого 2008    | Авіабаза Жетиген, Алматинська область, Казахстан                                          | Казахстан   | 1/2    | При заході на посадку літак розбився. Один пілот, начальник штабу ескадрилії майор Олександр Ковязін, помер; другий, підполковник Віталій Дильмухамєдов, катапультувався, але отримав травми. |
| 17 жовтня 2008    | Село Хадатинське, Читинська область (Росія)                                               | Росія       | 0/1    | У польоті в літака розламався кіль, причиною аварії стала корозія. Пілот Михайло Полоротов катапультувався, літак впав у річку Іногда. |
| 5 грудня 2008     | 700 м від населеного пункту Інгода, Читинська область (Росія)                             | Росія       | 1/1    | Пілот Валерій Кокарєв загинув. Причиною падіння стала корозія літака |
| 15 липня 2009     | Перм (Росія)                                                                              | Росія       | 1/1    | Під час польоту Андріанополь (Тверська область) — Перм у літака відбулася розгерметизація кабіни. Пілот Ігор Степанов зумів посадити літак, але через кілька годин у шпиталі помер через набряк мозку. |
| 23 червня 2011    | Хутір Кабановський, Астраханська область (Росія)                                          | Росія       | 2/2    | Літак вилітав з авіабази Ахтубінськ, для випробувального польоту, літак був призначений для постачання на авіаносець Адмірал Горшков. Літак МіГ-29КУБ (бортовий номер «927 синій» впав на землю, загинули обидва пілоти, Олександр Кружалін та Олег Спічка, 2012 року обох було нагороджено званням Герой Росії посмертно. Причина падіння — дефект механізму складання крила. |
| 26 квітня 2012    | Неподалік міста Пловдив, Болгарія                                                         | Болгарія    | 0/2    | Під час спільних навчань Болгарії і США у літака загорівся двигун. Обидва пілоти катапультувалися, літак впав у річку. |
| 6 вересня 2012    | Аеродром Домна, Читинська область (Росія)                                                 | Росія       | 1/1    | Літак виконував маневри і, не вийшовши з пікірування, врізався в сопку. Пілот, підполковник Альберт Хельджеяров, який 5 роками раніше на цьому самому аеродромі зміг посадити палаючий літак, за що тоді отримав орден мужності, загинув. |
| 8 листопада 2013  | Штат Гуджарат (Індія)                                                                     | Індія       | 0/1    | Літак розбився під час тренувального польоту, пілот катапультувався. |
| 4 червня 2014     | Авіаносець «Вікрамадітья» (Індія)                                                         | Індія       | 0/1    | Пілот літака МіГ-29К здійснив жорстку посадку на авіаносець «Вікрамадітья», унаслідок чого у літака відломилось переднє шасі. Ніхто не постраждав. |
| 11 червня 2014    | Округ Магуе, М'янма                                                                       | Малайзія    | 0/2    | Під час тренувального польоту літак МіГ-29УБ зайнявся і впав, обидва пілоти катапультувалися. |
| 27 липня 2014     | Село Стрілецьке, Астраханська область (Росія)                                             | Росія       | 1/1    | Причиною падіння стала відмова техніки. Пілот Олексій Двіняніков загинув. |
| 11 листопада 2014 | Берестейська область, Білорусь                                                            | Білорусь    | 0/1    | Пілот катапультувався та вижив. |
| 4 грудня 2014     | Село Чемодурово, Московська область (Росія)                                               | Росія       | 1/2    | Літак МіГ-29КУБ (реєстраційный номер «204 чорний») повертався на аеродром, у повітрі техніка відмовила. Обидва пілоти, Сергій Рибніков и Вадим Сєліванов, катапультувались і були ушпиталені у важкому стані. Через 2 дні, 6 грудня, Сергій Рибніков помер. |
| 4 червня 2015     | Ашлук, Астраханська область (Росія)                                                       | Росія       | 0/2    | Пілоти катапультувались |
| 2 липня 2015      | Кущевський район, Краснодарський край (Росія)                                             | Росія       | 0/1    | Під час падіння винищувач вибухнув і був повністю зруйнований. Пілот — начальник Служби безпеки польотів ВПС Росії генерал-майор Олександр Берзан, катапультувався. За попередньою інформацією, інцидент стався через технічну несправність літака |
| 24 травня 2016    | На північ від Хамадана, Іран.                                                             | Іран        | 1/2    | У літака МіГ-29УБ відмовив один двигун, пілоти полковник Алі Голіпур та майор Раузбен Назарян ухвалили рішення здійснити посадку на третій тактичній авіабазі ПС Ірану. Але через технічні проблеми літак викотився за злітну смугу і пілоти спробували катапультуватися. Полковник отримав перелом хребта, а майор загинув у лікарні від отриманих травм |
| 13 листопада 2016 | Авіаносець Адмірал Кузнецов біля берегів Сирії                                            | Росія       | 0/1    | За кілька кілометрів від авіаносця впав у море винищувач МіГ-29К. Аварія сталася через обрив троса, що допомагає літаку загальмувати на палубі. Після обриву троса літак, що сідав, відправили кружляти над кораблем, чекаючи на ремонт несправності, і він впав, використавши все паливо і не дочекавшись дозволу на посадку. |
| 23 лютого 2017    | Аеродром Бобруйськ, Могильовська область, Білорусь                                        | Білорусь    | 0/1    | Під час планового польоту у літака зайнявся двигун, але завдяки діям льотчика він залишився живим. |
| 18 грудня 2017    | Мінськ-Мазовецький, Мазовецьке воєводство, Польща                                         | Польща      | 0/1    | О 17:15 за місцевим часом під час підготовки до приземлення був втрачений зв'язок з винищувачем МіГ-29 з 23 Бази тактичної авіації. Винищувач зник з радарів. Пілоту винищувача вдалося катапультуватися. Військового знайшли лісники. Чоловіка зі зламаними кінцівками доставили до лікарні. |
| 3 січня 2018      | Авіабаза «Ханса», штат Гоа (Індія)                                                        | Індія       | 0/1    | Під час зльоту з авіабази «Ханса» на винищувачі виникла пожежа. Льотчик випустив гальмівний парашут і самостійно виліз з літака, що викотився за межі злітно-посадкової смуги. |
| 6 липня 2018      | Сакувко, неподалік міста Паслек (Польща)                                                  | Польща      | 1/1    | О 2.57 за київським часом літак зазнав аварії. Пілоту вдалося катапультуватися, проте він не вижив. Загиблий пілот мав більше 850 льотних годин у повітрі, зокрема, понад 600 годин на Міг-29, на якому виконував бойові чергування. Він неодноразово брав участь у національних і міжнародних навчаннях. |
| 5 жовтня 2018     | Село Дмитровці, Московська область (Росія)                                                | Росія       | 0/2    | Під час польоту Міг-29УБ виникла технічна несправність, за деякою інформацією, загорівся двигун, пілоти катапультувались. |
| 3 листопада 2018  | Єгипет                                                                                    | Єгипет      | 0/1    | Літак придбали в РФ. Пілот встиг катапультуватися. |
| 5 березня 2019    | Неподалік міста Ґміна Сточек, Мазовецьке воєводство (Польща)                              | Польща      | 0/1    | Літак виконував технічний обліт, і через технічні причини впав. Пілоту вдалось катапультуватися. |
| 24 липня 2019     | Над Каспійським морем                                                                     | Азербайджан | ?/1    | Близько 22:00 під час планового навчально-тренувального польоту у нічний час винищувач зник з радарів та був перерваний радіозв'язок з ним. |
| 28 вересня 2019   | Неподалік міста Златі Моравці, Словаччина.                                                | Словаччина  | 0/1    | Попередньо причиною падіння винищувача називають закінчення палива у баках. Пілот катапультувався. На місце виїхали командувач ПС країни, міністр оборони, група фахівців. |
| 16 листопада 2019 | Авіабаза «Ханса», штат Гоа (Індія)                                                        | Індія       | 0/2    | Під час польоту в правий повітрозабірник винищувача МіГ-29К потрапив птах, що викликало спалах двигуна і подальше падіння. Льотчикам, капітану Мріганку і лейтенанту Ядаву, вдалося катапультуватися. |
| 9 грудня 2019     | Єгипет                                                                                    | Єгипет      | 0/1    | Падіння сталося через технічну несправність літака, придбаного у РФ. |
| 25 грудня 2019    | Провінція Ардабіль, Іран                                                                  | Іран        | 1/1    | Пілот випробовував літак після недавнього ремонту. Літак врізався в гірське пасмо поблизу згаслого вулкана Сабалан. |
| 23 лютого 2020    | Узбережжя Гоа (Індія)                                                                     | Індія       | 0/1    | Під час навчального польоту МіГ-29К ВМС Індії зазнав аварії. Пілот встиг катапультуватися. |
| 5 березня 2020    | Авіабаза Шайрат, Сирія.                                                                   | Сирія       | 1/1    | Впав винищувач МіГ-29 СМ. Подія сталась при спробі відбити атаку Ізраїльських ПС, за декілька хвилин після зльоту літак впав. Попередня причина падіння технічна несправність винищувача, унаслідок авіаінциденту загинув льотчик Юнес Макекід, який був полковником, а за іншими даними — бригадним генералом. |
| 10 квітня 2020    | Мелітополь, Запорізька область                                                            | Україна     | 0/1    | На військовий аеродром у Мелітополі здійснив аварійну посадку винищувач з бортовим номером 47 Повітряних Сил ЗС України, льотчик не постраждав. Цей літак 2014 року був вивезений з окупованого півострова Крим та 2016-го року пройшов ремонт на Львівському авіаційному заводі, де отримав новий бортовий номер 47 синій та переданий до 204-ї БрТА. |
| 8 травня 2020     | Штат Гоа (Індія)                                                                          | Індія       | 0/2    | Льотчикам вдалося врятуватись. |
| 9 червня 2021     | Чорне море                                                                                | Болгарія    | 1/1    | У ході військових навчань НАТО «Шабла-21» пролітаючи над Чорним морем літак зник з радарів. Навчання припинили. У ході пошуково-рятувальної операції встановлена загибель досвідченого льотчика Валентина Терзієва. Ймовірна причина падіння — технічна несправність. У січні 2021 цей літак пройшов ремонт у РФ. |
| 18 серпня 2021    | Полігон Ашулук, Астраханська область (Росія)                                              | Росія       | 1/1    | У ході планового польоту літак зник з радарів. Згодом, було підтверджено падіння на полігоні та загибель пілота. Про причини не повідомляється. |
| 4 листопада 2024  | Агра, штат Уттар-Прадеш (Індія)                                                           | Індія       | 0/1    | Літак зазнав катастрофи в результаті технічної несправності, пілот успішно приземлився за допомогою парашута |

## Тактико-технічні характеристики літака

Схема МіГ-29 в 3 проекціях

Дані взяті з: Mikoyan, Deagel

### Технічні характеристики
- Екіпаж: 1 або 2 (залежить від модифікації)
- Довжина: 17,32 м
- Розмах крила: 11,36 м
- Висота: 4,73 м
- Площа крила: 38,06 м²
- Кут стрілоподібності крила: 42°
- Маса:
  - Порожнього: 10 900 кг
  - Нормальна злітна маса: 15 180 кг
  - Максимальна злітна маса: 18 480 кг
  - Маса палива у внутрішніх баках: 3 400 кг
- Силова установка: 2 × ТРДДФ РД-33
  - Безфорсажна тяга: 2 × 5 040 кгс
  - Форсажна тяга: 2 × 8 300 кгс

### Льотні характеристики
- Максимальна швидкість:
  - на малій висоті: 1500 км/год (М=1,26)
  - на великій висоті: 2450 км/год (М=2,3)
- Крейсерська швидкість: 850 км/год (М=0,8)
- Практична дальність:
  - зі 100 % палива: 1430 км
  - з 2 ППБ: 2100 км
- Тривалість польоту: до 2,5 год
- Практична стеля: 18 000 м
- Тягооснащеність:
  - при нормальній злітній масі: 1,09 кгс/кг
  - при максимальній злітній масі: 0,92 кгс/кг
- Навантаження на крило:
  - при нормальній злітній масі: 399 кг/м²
  - при максимальній злітній масі: 476 кг/м²
- Максимальне експлуатаційне перевантаження: +9 G

### Озброєння
- Стрілецько-гарматне: 1×30 мм авіаційна гармата ГШ-30-1, 150 сн.
- Точки підвісу: 6 підкрилових + 1 для підвісного паливного бака в центрі фюзеляжу
- Бойове навантаження: 2180  або 4000 кг (залежить від модифікації)
- Підвісне озброєння:
  - Р-60М до 6 ракет
  - Р-27 Версії Р-27Р, Р-27ЕР, Р-27Т, Р-27ЕТ (до 2-х ракет, підвішуються лише на внутрішні пілони крила)
  - Р-73 до 6 ракет
  - Р-77 до 6 ракет, починаючи з версії 9-13С
  - БКО «Талісман»
  - Б-8М1
  - С-24Б
  - ФАБ-500М62
  - ОФАБ-250-270
  - КМГУ-2
  - ЗБ-500
  - ADM-160 MALD — модифіковані МіГ-29 для потреб ПС ЗСУ[179]
  - AGM-88 HARM — модифіковані МіГ-29 для потреб ПС ЗСУ
  - GBU-39 до 8 бомб, модифіковані МіГ-29 для потреб ПС ЗСУ
  - JDAM-ER — модифіковані МіГ-29 для потреб ПС ЗСУ
  - високоточна керована авіабомба AASM HAMMER — модифіковані МіГ-29 для потреб ПС ЗСУ

Стандартний варіант підвіски МіГ-29A версії 9-12 у конфігурації для повітряного бою — 1 ППБ на 1500 літрів у центрі під фюзеляжем, 2 ракети Р-27Р на внутрішніх пілонах крила, 4 ракети Р-73 на середніх та зовнішніх пілонах крил і 150 снарядів до гармати.